# El arte de insultar
El arte de insultar (en alemán: Die Kunst zu beleidigen) es una antología póstuma de insultos y comentarios polémicos dejados por el filósofo Arthur Schopenhauer en sus escritos publicados e inéditos. El libro contiene 216 pasajes y se presentan en orden alfabético a partir de un título del curador que resalta el tema principal. Fue publicado por primera vez directamente en traducción italiana en 1999 por Franco Volpi.
Schopenhauer hace honor a su actitud misantrópica y pesimista al desatar sus ofensas hacia otros filósofos, escritores, mujeres, instituciones sociales, la raza humana y a la vida misma. Además de insultos en sentido estricto, la colección contiene observaciones y juicios polémicos que el filósofo presenta como verdades pero que resultan ofensivos.
Se puede considerar la obra como un complemento de El arte de tener razón. En él, el filósofo creía que siguiendo unos pocos pasos era posible tener siempre la razón, sin embargo, reconocía que hay un límite para la técnica argumentativa. Es decir, el oponente puede ser más inteligente y más hábil que nosotros. En este caso, según él, uno debe volverse ofensivo, escandaloso y grosero, es decir, debe comenzar a insultar.

## El insulto

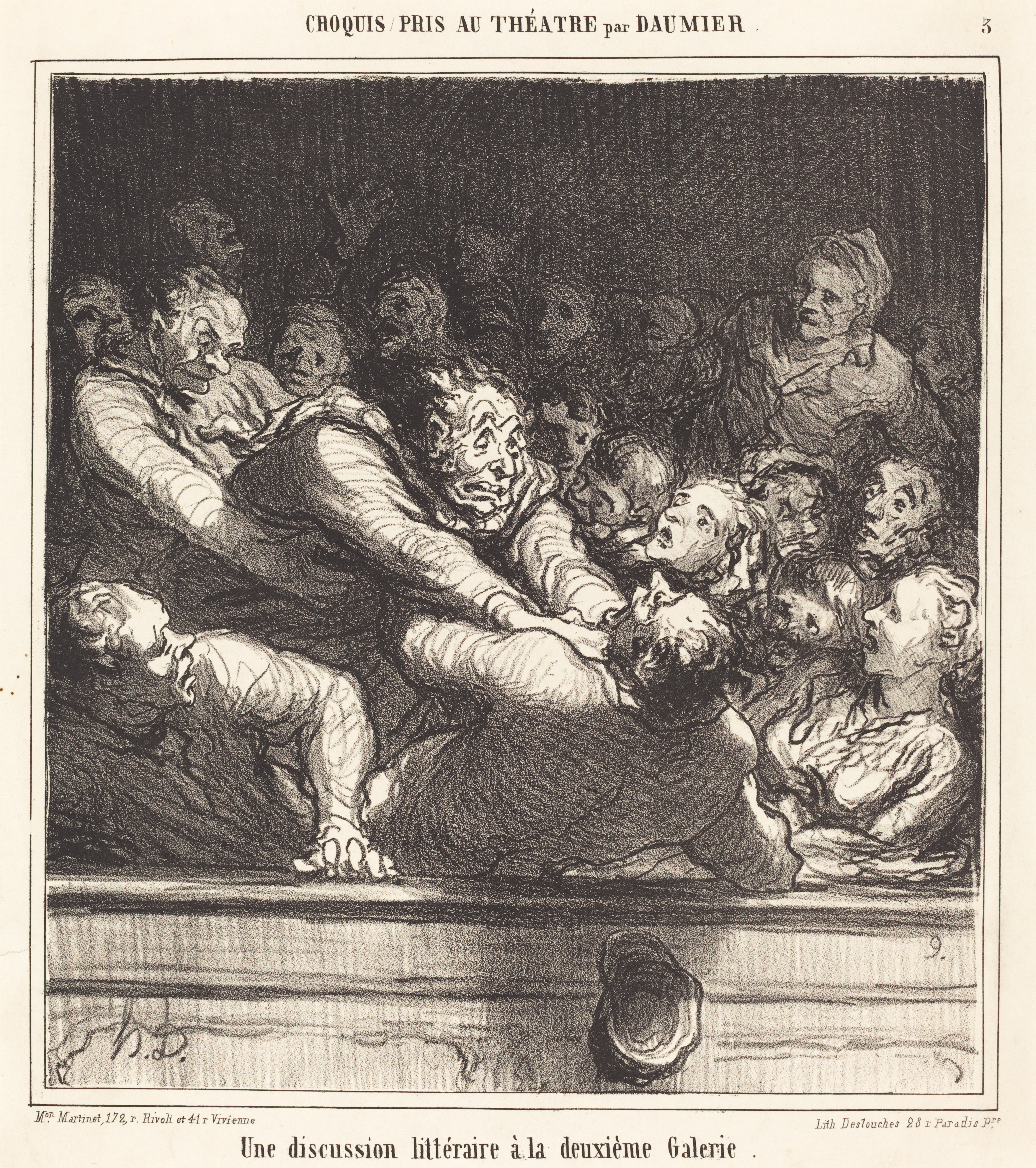
Una discusión literaria en la segunda galería. Litografía de Honoré Daumier publicada en Le Charivari, 1864.

Según Franco Volpi, El arte de insultar es presentado como complemento a esta obra del filósofo. En El arte de tener razón, en la que enumera las estratagemas que se pretenden acertar en una discusión, Schopenhauer llega al final de la lista, la trigésima octava, en la que reconoce un problema cuando el oponente resulta ser más inteligente o más hábil. Para no ser golpeado, y por lo tanto para entrar en razón, en estos casos según el filósofo es necesario recurrir al insulto. "El insulto, según Schopenhauer no deriva de conceptos groseros y vulgares, ni con la finalidad de injuriar, sino sirve como recurso cuando el arte de la argumentación no prospera y queda anulada".
Cuando se advierte que el adversario es superior y que uno no conseguirá llevar razón, personalícese, séase ofensivo, grosero. El personalizar consiste en que uno se aparta del objeto de la discusión (porque es una partida perdida) y ataca de algún modo al contendiente y a su persona: esto podría denominarse argumentum ad personam, a diferencia del argumentum ad hominem: éste parte de un objeto puramente objetivo para atenerse a lo que el adversario ha dicho o admitido sobre él. Al personalizar, sin embargo, se abandona por completo el objeto y uno dirige su ataque a la persona del adversario: uno, pues, se torna insultante, maligno, ofensivo, grosero. Es una apelación de las facultades del intelecto a las del cuerpo, o a la animalidad.

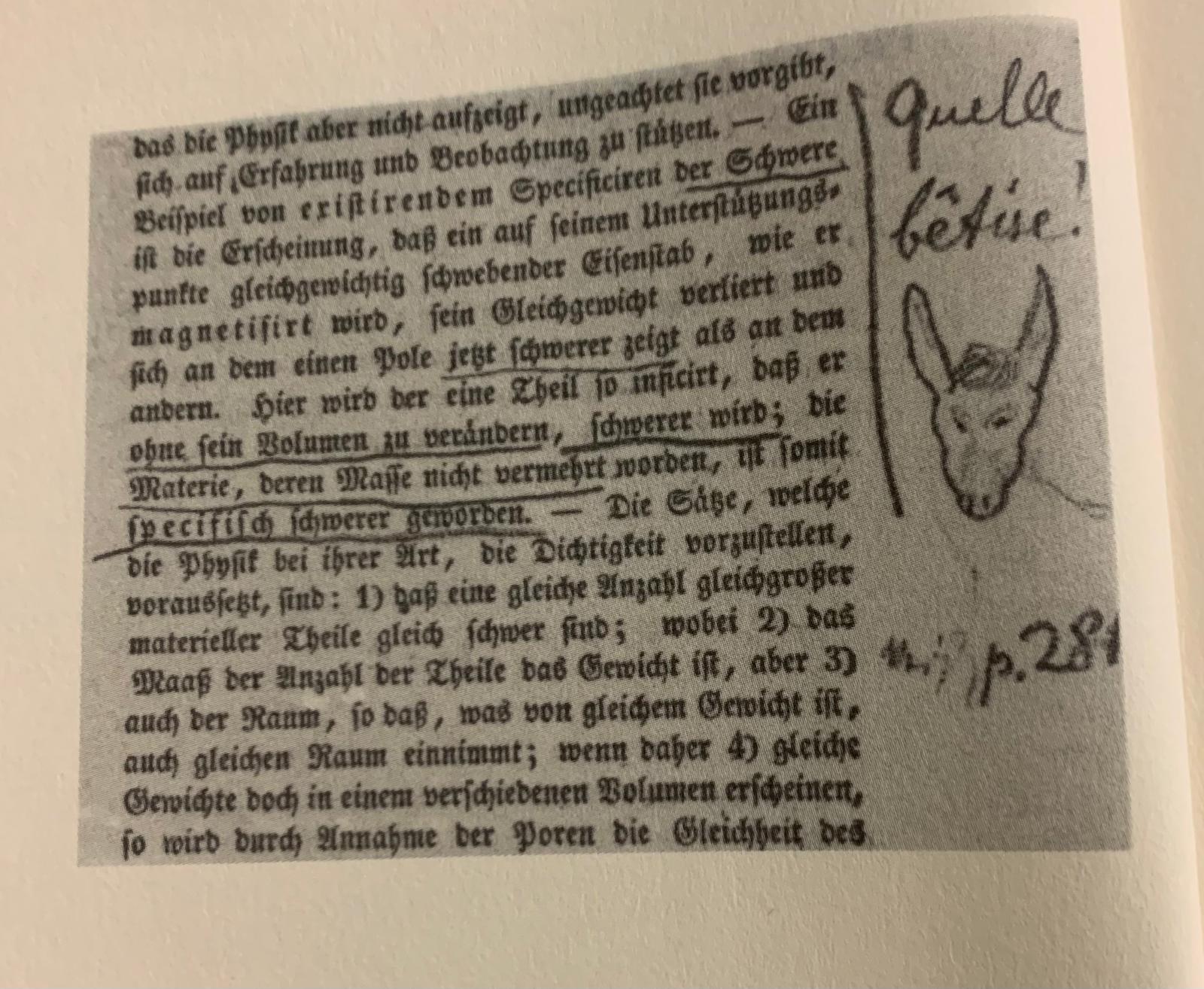
Copia personal de Schopenhauer de la Enciclopedia de las ciencias filosóficas de Hegel con el dibujo de un burro y comentario "Quelle betise!" ("¡Qué estupidez!").

Schopenhauer no veía con buenos ojos el recurso del insulto, que consideraba un medio vulgar que debía evitarse. De hecho, en El arte de ser respetado describe el insulto como:
"una calumnia sumaria, sin dar razones: esto podría expresarse bien en griego [el insulto es una calumnia abreviada]... Indudablemente, el que insulta así revela claramente que no puede afirmar nada real o verdadero contra el otro. De lo contrario, de hecho, proporcionaría esto como premisa y haría que los oyentes sacaran las conclusiones con calma, con el insulto en cambio proporciona la conclusión y permanece en deuda con las premisas: quiere dar la impresión de que esto sucede solo en aras de la brevedad"
El insulto es a veces un peligro porque existe el riesgo de una escalada peligrosa, y Schopenhauer lo desaconseja cuando sea posible.
"Como dice Vincenzo Monti, los insultos se asemejan a las procesiones religiosas: siempre vuelven al lugar donde empezaron"
Al mismo tiempo, insultar resulta ser una técnica muy popular ya que, en general, incluso las personalidades más impasibles se ven arrastradas a circunstancias que lo requieren.
Del mismo modo, debe ser eficaz y lograr su propósito convirtiéndose en objeto de estudio. De hecho, a menudo se asocia con una falta de autocontrol; en realidad, gracias a las palabras de Schopenhauer, el insulto se convierte en un verdadero arte.

## Temas
La colección incluye diversos temas: desde los más cómicos, como la moda actual, hasta los temas más trágicos como la muerte, la explotación, el maltrato a los animales.
Se mencionan figuras importantes, entre ellas muchos filósofos que se convierten en protagonistas de insultos directos. Entre ellos se encuentra Georg Wilhelm Friedrich Hegel, quien recibe la mayor parte de la atención de Schopenhauer. También se mencionan otros filósofos importantes como Gottfried Wilhelm von Leibniz, Immanuel Kant, Baruch Spinoza, Johann Gottlieb Fichte.
También se toman en consideración a los niños, el mundo animal, la naturaleza, la Iglesia, el género femenino, los marginados; pero el ensayo también incluye religiones, filosofías y numerosos conceptos abstractos.

## Recopilación de citas
El nacimiento 
"La única felicidad consiste en no haber nacido."
El nacionalismo
"La tabla de salvación de cualquier pobre diablo que no tiene nada en el mundo de lo que sentirse orgulloso es enorgullecerse de la nación a la que pertenece; esto lo reconforta tanto que en agradecimiento está dispuesto a defender πύξ καὶ λάξ [con manos y pies] todos los defectos y disparates característicos de su nación."
Los franceses
"Otras partes del mundo tienen monos; Europa tiene franceses. Una cosa compensa la otra."
El mundo 
"[...] El mundo es precisamente el infierno, y hombres son tanto las almas atormentadas como los diablos que las atormentan. Este mundo es el peor de los posibles. No hay que esperar mucho del mundo: las necesidades y el dolor lo colman, y a quienes han logrado librarse de estos últimos les acecha en cada esquina el aburrimiento. Además, por lo general la maldad lo gobierna y la necedad tiene la última palabra en él. […] Entre los males de dicho establecimiento habría que incluir a la sociedad misma, con la que uno se topa en él, y a la que cualquiera que sea digno de una mejor sabrá juzgar muy bien sin mi ayuda. En el mundo predomina la canalla. ¿Este es el mundo que ha sido creado por Dios? No, el que ha sido creado por el diablo."
La naturaleza 
"Natura es una expresión correcta, pero eufemística; con igual derecho se la podría llamar mortura."
Las mujeres y sus logros en el arte 
"Las cabezas más eminentes de todo el género femenino jamás han alcanzado un logro verdaderamente grande, auténtico y original en las bellas artes, y en general, no han podido crear una sola obra de valor permanente. […] Excepciones aisladas y parciales no alteran este hecho."
La religión 
"La humanidad crece dentro del traje de la religión como un niño dentro de su ropa; se haga lo que se haga, la ropa terminará por desbaratarse. Las religiones son hijas de la ignorancia que no sobreviven a su madre."
El protestantismo
"El protestantismo, por el hecho de rechazar el celibato, e incluso el verdadero ascetismo y a sus representantes los santos, se convirtió en un cristianismo embotado, o, mejor dicho, truncado, al que le faltaba el filo de la hoja, y que por lo tanto terminó por perder todo significado [...]"